# Slobodnica
Slobodnica je naseljeno mjesto u Republici Hrvatskoj u sastavu općine Sibinj u Brodsko-posavskoj županiji.

## Zemljopis
Slobodnica se nalazi južno od Sibinja i zapadno od Slavonskog Broda, susjedna naselja su Kaniža na jugozapadu te Bartolovci i Gromačnik na sjeveru.

## Šport
- NK Slobodnica

## Župna crkva
U središtu mjesta nalazi se crkva svetog Marka Evanđelista. Prvi spomen crkve je iz 1730. Crkva je na današnje mjesto preseljena oko 1781. Tada je bila od drveta. Tek 1831. je napravljena od opeke. Znatan dio novca u tom trenutku je dala i sibinjska kapetanija. Crkva je svoj današnji oblik dobila oko 1880. Nakon tog razdoblja događale su se samo estetske promjene na eksterijeru.
Crkva je dobila orgulje za vrijeme župnika Dragutina Šlivarića u drugoj polovici 19. st.
Orgulje su početkom devedesetih godina izbačene i potpuno devastirane, pod pretpostavkom kako ih je nemoguće popraviti i dovesti u svirno stanje, što je danas potvrđeno netočnim, čime je slobođanska crkva izgubila jedan vrijedan kulturno povijesni spomenik.
Župa je 2008. nabavila i ugradila rabljene klasične orgulje sa 6 registara raspoređenih na dva manuala i pedal, izradila ih je radionica orgulja "Gebrüder Link" sredinom 20. st.
Orguljska svirna i registarska traktura izvedena je dijelom elektromagnetskim, a dijelom pneumatskim putem.
Dispozicija orgulja:
I Man
Prinzipal 8'
Spitzflöte 4'
II Man
Grobgedackt 8'
Gemshorn 4'
Waldflöte 2'
Ped
Subbass 16'
Spojevi: II/P, I/P, II/P, Super II/I, Sub II/I, Super II

## Stanovništvo
Prema popisu stanovništva iz 2011. godine Slobodnica je imala 1557 stanovnika, dok je 2001. godine imala 1592 stanovnika, od čega 1550 Hrvata i 17 Srba.
| broj stanovnika | 916   | 895   | 786   | 845   | 832   | 908   | 853   | 881   | 902   | 921   | 1078  | 1197  | 1192  | 1302  | 1592  | 1557  | 1314  |
|                 | 1857. | 1869. | 1880. | 1890. | 1900. | 1910. | 1921. | 1931. | 1948. | 1953. | 1961. | 1971. | 1981. | 1991. | 2001. | 2011. | 2021. |